# Hodiško jezero
Hodiško jézero (nemško Keutschacher See) je jezero v Hodiškem podolju na Avstrijskem Koroškem.
Jezero leži južno od Vrbskega jezera na višini 506 mnm. Hodiško podolje poteka vzporedno z Vrbskim jezerom; na severu ga od slednjega loči Jedvovca (850 mnm), na jugu se dvigajo Gure. Potok Ribnica je z erozijo prepolovil Jedvovco in sedaj odvaja vodo v Vrbsko jezero. Površina jezera je 2,7 km², dolgo je 2,1 km, široko pa do 1,6 km ter doseže največjo globino 15 m.
Hodiško jezero je v preteklosti segalo prav do naselij, ki ga obkrožajo, danes pa so precej oddaljena. Ime je dobilo po največjem in najbolj oddaljenem naselju Hodiše (nem. Keutschach). Bliže jezeru so Plašišče (nem. Plaschischen), Plešerka (Plescherken), Železnica (Schelesnitz) in Dobajnica (Dobeintz). Ob jezeru se širi večinoma mokrotna ravnica z vlažnimi travniki, le na jugovzhodni strani se pobočja Gur strmo spuščajo v jezero. Hodiško jezero je toplejše od Vrbskega. Od leta 1950 dalje so začeli razvijati turizem. Nekatere manj vlažne in ravne dele jezerske obale so uredili v kampe in kopališča. Na južni strani jezera stoji FKK kamp